# Tatsuya Shinhama
Tatsuya Shinhama (jap. 新濱立也 Shinhama Tatsuya; ur. 11 lipca 1996 w Betsukai) – japoński łyżwiarz szybki, trzykrotny medalista mistrzostw świata.
W 2019 roku zdobył srebrny medal mistrzostw świata w wieloboju sprinterskim, rok później w zawodach tej rangi został mistrzem świata. Również w 2020 roku zdobył brązowy medal mistrzostw świata na dystansach w biegu na 500 m.
W 2018 roku został dwukrotnym złotym medalistą akademickich mistrzostw świata w Mińsku w biegach na 500 i 1000 m.